# Ballova pyramida
Ballova pyramida (Ball's Pyramid) je neobydlený ostrůvek vulkanického původu v Tasmanově moři, ležící 23 km jihovýchodně od Ostrova lorda Howa. Je vysoký 562 metrů, přitom dlouhý jen 1100 metrů a široký 300 metrů, proto bývá považován za nejvyšší mořský útes světa.

## Historie
- Před 23 miliony lety se ponořil pod mořskou hladinu kontinent Zélandie a vytvořil tak podmořskou plošinu, na které Ballova pyramida leží
- Před 7 miliony lety vznikla Ballova pyramida jako sopečný komín
- V roce 1788 ostrov objevil kapitán Henry Lidgbird Ball
- 14. února 1965 zdolal Bryden Allen jako první člověk vrchol pyramidy[2]
- Od roku 1986 je vstup na ostrov možný jen na zvláštní povolení
- V roce 2001 byla na ostrově objevena obří strašilka humří Dryococelus australis; jedná se o endemit, který nežije nikde jinde na světě[3] Strašilku humří a její mimořádný příběh vyhubení na Ostrově lorda Howa a nové záchrany z populace nalezené na tomto skalisku mohou od března 2025 blíže poznat návštěvníci Zoo Praha v expozici pojmenované Ballova pyramida.[4]